# Plateau de Manivert
Le plateau de Manivert est un sommet situé dans le département français des Bouches-du-Rhône qui culmine à 480 mètres d’altitude dans la chaîne des Côtes.